# Piper (Film)
Piper ist ein computeranimierter Kurzfilm von Pixar aus dem Jahr 2016. Der Film wurde im Kino vor dem Hauptfilm Findet Dorie gezeigt. Wie Der Vogelschreck kommt der Film ohne gesprochene Worte aus; die Protagonisten, im Wesentlichen Strandläufer und Einsiedlerkrebse, kommunizieren fast ausschließlich über Gesten.
Bei der 89. Oscarverleihung erhielt der Film die Auszeichnung für den besten animierten Kurzfilm. Nachdem Der Vogelschreck die Auszeichnung 2002 erhalten hatte, war dies für Pixar der zweite Gewinn in der Kategorie.
Der Kurzfilm handelt von einem jungen, hungrigen Strandläufer (englisch sandpiper, daher der Filmtitel). Der Jungvogel lernt, seine Angst vor Wasser zu überwinden. Die Inspiration kam aus weniger als einer Meile Entfernung von den Pixar Studios in Emeryville in Kalifornien, wo Barillaro, ein erfahrener Pixar-Animateur, am Ufer entlang lief und Vögel zu Tausenden bemerkte, die vor dem Wasser flohen, aber zwischen den Wellen zurückkehrten, um zu fressen.

## Handlung
Ein Schwarm von Strandläufern befindet sich an einem Meeresufer auf Nahrungssuche, bei der sie in einem ewigen Auf und Ab, nachdem das Wasser nach einer Welle vom Sand abgelaufen ist, den nassen Sand mit ihren Schnäbeln nach Muscheln und anderen Dingen zum Fressen durchwühlen, sich aber bei jeder neuen Welle sofort vor dem Wasser zurückziehen. Ein Junges wird von seiner Mutter ermutigt, sich den anderen Vögeln anzuschließen. Da es sich nicht rechtzeitig zurückzieht, wird es von einer ankommenden Welle durchnässt. Der Vorfall verursacht bei dem Vogeljungen Angst vor dem Wasser; es weigert sich anschließend, das Nest zu verlassen. Vor Hunger den Strand in sicherem Abstand zum Wasser nach Nahrung absuchend, bemerkt es bald eine Gruppe von Einsiedlerkrebsen, die sich in den Sand gräbt, um tiefer steckende Nahrung zu finden und sich nicht vom Wasser wegspülen zu lassen. Indem es das Verhalten der Krebse kopiert, gelingt es dem Vogel, die Angst zu überwinden, die Schönheit der Unterwasserwelt zu sehen und die Fähigkeit zu entwickeln, Nahrung für den Schwarm zu entdecken.

## Produktion
Wie viele Pixar-Kurzfilme kann auch Piper als Demonstration neuester Technologien betrachtet werden.
Alan Barillaro entwickelte Piper über einen Zeitraum von drei Jahren. Um den Strandläufern und anderen im Hintergrund sichtbaren Vögeln einen realistischen Look zu geben, besuchten Barillaro und das Kurzanimationsteam Strände in der San Francisco Bay Area sowie das Monterey Bay Aquarium, um ihr Aussehen und Verhalten zu untersuchen. Vor allem die Federn der Strandläufer wurden bis ins kleinste Detail gerendert.

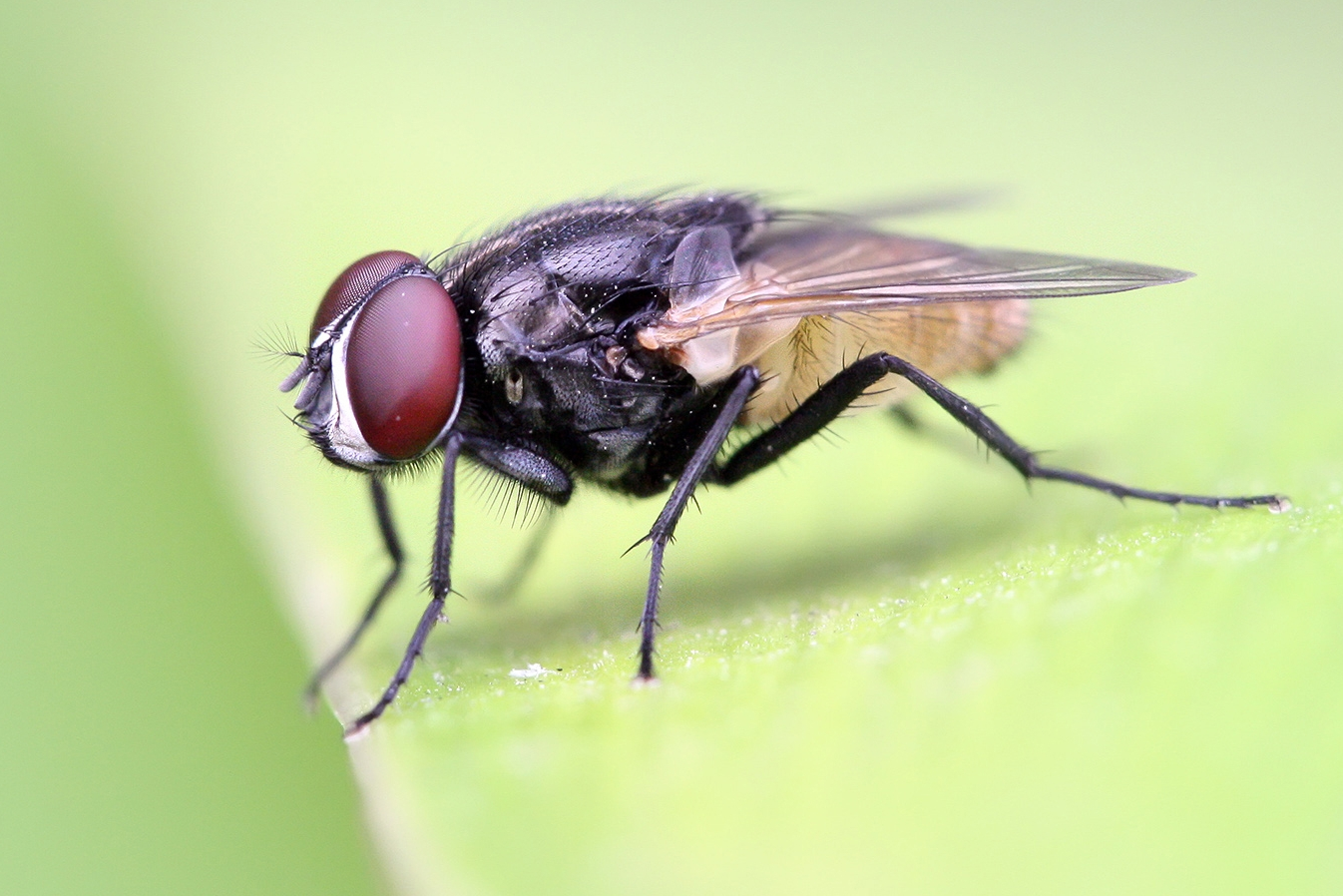
Makrobildaufnahme mit sehr geringer Schärfentiefe

Darüber hinaus ist der Film von der Bildgestaltung der Makrofotografie stark beeinflusst: Er weist einen außergewöhnlich hohen Anteil an Einstellungen mit sehr geringer Schärfentiefe auf, d. h. mit sehr kurzem Schärfebereich, was für Renderalgorithmen wie dem von Pixar entwickelten RenderMan einen stark erhöhten Berechnungsaufwand bedeutet.

## Auszeichnungen
Bei der Oscarverleihung 2017 wurde der Film als Bester animierter Kurzfilm ausgezeichnet. Bei den Annie Awards 2017 erhielt der Film ebenfalls die Auszeichnung für den besten animierten Kurzfilm.

## Rezeption
Benjamin Wang von Film Inquiry schrieb, Auch wenn Pipers Darstellung etwas zuckersüß ist, so gibt es doch noch ein wenig Leben darin, dank der Detailverliebtheit, die die Animatoren an den Tag gelegt haben.